# Eva Dawes
Eva Dawes (* 17. September 1912 in Toronto, Kanada; † 30. Mai 2009 in Thames Ditton, England) war eine kanadische Leichtathletin.
Dawes gewann 1926 ihren ersten kanadischen Meistertitel im Hochsprung, weitere vier Titel folgten in den Jahren 1932 bis 1935. Bei den Olympischen Spielen 1932 in Los Angeles stellte sie mit 1,60 Metern den kanadischen Hochsprungrekord von Ethel Catherwood ein und gewann die Bronzemedaille hinter den beiden US-Amerikanerinnen Jean Shiley und Mildred Didrikson, die mit 1,65 Metern Weltrekord sprangen. 1934 übersprang Dawes bei den British Empire Games in London 1,57 Meter und gewann damit die Silbermedaille hinter der Südafrikanerin Marjorie Clark.
1935 nahm die 1,70 Meter große Kanadierin eine Einladung zu Wettkämpfen in der Sowjetunion an, woraufhin sie der kanadische Leichtathletik-Verband suspendierte. 1936 wollte Dawes an der Volksolympiade in Barcelona teilnehmen, nach dem Ausbruch des spanischen Bürgerkriegs reiste sie mit ihrer Mannschaft über Paris und London nach Kanada zurück. In London hatte sie Arthur Spinks kennengelernt, den sie 1937 heiratete. Bis 1969 lebten die beiden in London, dann zogen sie nach Thames Ditton.